# هری کلیفتون
هری کلیفتون (انگلیسی: Harry Clifton) بازیگر اهل ایالات متحده آمریکا است.
از فیلم‌هایی که وی در آن‌ها نقش داشته‌است، می‌توان به سلام!، هوت مون! و در حال پرسه اشاره نمود.